# Aleksandra Tihovska
Aleksandra Tihovska (* 17. Februar 1985 in Riga) ist eine ehemalige lettische Volleyball- und Beachvolleyballspielerin. Sie ist zweifache lettische Meisterin im Hallenvolleyball.

## Karriere

### Karriere Halle
Im April 1999 belegte die damals Vierzehnjährige mit der U18-Nationalmannschaft Lettlands den achten Platz bei der Europameisterschaft dieser Altersklasse. Eine Saison später wurde sie bei der U20-EM mit ihrer Mannschaft Zwölfte. Von 2003 bis 2007 nahm die Libera mit der Frauennationalmannschaft an mehreren Qualifikationen für die kontinentalen Meisterschaften teil. Mit VK Jelgava wurde sie 2010 Meisterin ihres Heimatlandes und belegte in der baltischen Liga den dritten Platz. 2013 unterstützte Tihovska noch einmal die Auswahl ihrer Heimat als Abwehr- und Annahmespezialistin. Vier Jahre danach gewann sie wieder die lettische Volleyballmeisterschaft und stand im Pokalfinale des nordosteuropäischen Staates, diesmal mit RSU/MVS, einem Verein aus ihrer Geburtsstadt.

### Karriere Beach
Mit Tatjana Lamonova nahm Aleksandra Tihovska an mehreren internationalen Juniorinnenmeisterschaften teil. Die beiden belegten 2002 Rang vierzehn bei den U20-Europameisterschaften, wurden 2 Spielzeiten später Neunte der Welttitelkämpfe der unter Einundzwanzigjährigen und erreichten ebenfalls das Achtelfinale bei den U22-EM 2005. In der gleichen Saison wurden sie Dritte bei den nationalen Meisterschaften der Erwachsenen. 2006 konnten sie das Vorjahresergebnis bei den kontinentalen U22 Wettbewerben nicht bestätigen. Es reichte nur zum 19. Platz. Anschließend startete Tihovska noch zwei Mal bei lettischen Meisterschaften im Sand. 2007 stand sie gemeinsam mit Līva Bredika im Finale des Wettbewerbs, zwei Spieljahre später reichte es mit Ance Auziņa zur Runde der besten acht Beachpaare.